# سفارة السويد في أوكرانيا
سفارة السويد في أوكرانيا هي أرفع تمثيل دبلوماسي لدولة السويد لدى أوكرانيا. تقع السفارة في كييف وهي تهدف لتعزيز المصالح السويدية في أوكرانيا.

## وصلات خارجية
- الموقع الرسمي
- قائمة سفارات السويد
- قائمة السفارات في أوكرانيا